# Detox (album Dr. Dre)
Detox – anulowany album studyjny amerykańskiego rapera Dr. Dre, który miał zostać wydany między 2011 a 2012. Detox był wielokrotnie opóźniany. Po raz pierwszy raper wspominał o albumie w 2000. Powiedział wtedy, że będzie to jego ostatni album studyjny. Opóźnienie płyty jest porównywane do opóźnionego wydania albumu Guns N’ Roses Chinese Democracy. Projekt został odłożony na półkę, a w 2015 Dr. Dre oświadczył: „Nie lubię tego. To nie było dobre. Zresztą nagrania nie mogą być tylko dobre. Pracowałem nad tym, ale nie sądzę, bym wykonał wystarczająco dobrą robotę.”